# 3153 Lincoln
3153 Lincoln је астероид главног астероидног појаса са средњом удаљеношћу од Сунца која износи 2,421 астрономских јединица (АЈ).
Апсолутна магнитуда астероида је 13,3.